# Alma Djem
Alma Djem é banda brasileira de reggae criado em 1997 pelo cantor e compositor Marcelo Mira. Formado em Brasília, lançou seu primeiro álbum chamado Grito de Liberdade em 2000, tendo mais de 30 mil cópias vendidas. Dois anos depois, transferiu-se para São Paulo após um convite da gravadora EMI e lançaria o seu projeto em 2004, intitulado Alma D'Jem, tendo a canção "Minha Voz" como destaque nas rádios de todo o Brasil, além de participação do grupo em programas de televisão.
Após o lançamento do terceiro álbum Simples Assim em 2007, a música "Vai" foi trilha sonora da telenovela Maria Esperança, exibido pelo canal de televisão SBT. Em 2009, a banda fez uma pausa da carreira, mas retornou quatro anos mais tarde. Em setembro de 2015, lançou seu primeiro DVD Alma Djem Ao Vivo No Lago Paranoá, com participações notáveis de Alexandre Carlo, Armandinho, Ivo Mozart e Lan Lan, além de Tato, que foi ex-vocalista do grupo Falamansa.

## História
Formado em Brasília, a banda foi criada em 1997 pelo cantor e compositor Marcelo Mira. Três anos depois, foi gravado o álbum Grito de Liberdade, com mais de 30 mil cópias vendidas, com "Amar Novamente" e "Divide" em ênfase no cenário reggae. Em 2002, após ser convidada pela gravadora EMI, a banda transferiu-se para São Paulo visando a produção do segundo projeto, chamado de Alma D'Jem, cujo lançamento ocorreria dois anos mais tarde pelo produtor musical Tadeu Patola. A música "Minha Voz" foi destaque nas rádios, com participação do grupo em programas de televisão como Altas Horas, Bem Brasil, além da estreia do clipe na MTV Brasil.
Em 2007, o terceiro disco foi gravado, intitulado Simples Assim, a canção em destaque "Vai" foi trilha sonora da telenovela Maria Esperança, do SBT. Dois anos depois, a banda ausentou-se das atividades quando Marcelo Mira decidiu fazer carreira solo, contudo, retornou em 2013; o single "Deixa o Sol Entrar" seria lançado um ano depois.
Em setembro de 2015, foi gravado o primeiro DVD Alma Djem Ao Vivo No Lago Paranoá, com dezenove músicas – cuja compilação de faixas inéditas e hits – tendo Alexandre Carlo, Armandinho, Ivo Mozart e Lan Lan, além de Tato, ex-vocalista do grupo Falamansa, como participações especiais do álbum.
Em 2018, veio mais dois integrantes: Pit de Souza (baixo) e Naná Aragão (bateria) e Alvaro Guitarrero (guitarra); juntos com Marcelo Mira (vocal), a banda faz mistura de rock, reggae e música popular brasileira. No ano seguinte, lançou o videoclipe da canção "Pretinho na Favela", cuja apresentação de seus três álbuns de repertório já produzidos, além da participação especial do reggae Edu Ribeiro.